# DOME LIVE 2023 "Atlantis"
『DOME LIVE 2023 "Atlantis"』（ドーム・ライブ ニセンニジュウサン "アトランティス"）は、日本のロックバンド・Mrs. GREEN APPLEが2023年8月12日・13日にベルーナドームにて開催したドームライブ、および2024年1月12日にユニバーサルミュージック内のレーベル・EMI Recordsより発売された6作目の映像作品。

## 概要
2023年4月5日、Zepp DiverCityにて開催された対バンライブ「Mrs. TAIBAN LIVE」ファイナル公演にて、本公演の開催が発表され、ティーザー映像が公式YouTubeチャンネルに公開され、特設サイトも公開された。7月5日には、キービジュアルが公開され、それに伴い、特設サイトのデザインもリニューアルされた。
バンド初となるドームライブとなった本公演は、同年7月に発売した5thフルアルバムANTENNAを引っ提げて、バンド結成10周年を記念した企画「Mrs. GREEN APPLE 10th Anniversary Celebration」の一環として開催され、チケットは両日完売し、計7万人を動員した。
本公演中、ファンクラブツアー「Mrs. GREEN APPLE 2023-2024 FC TOUR "The White Lounge"」が開催されることが発表された。また、本公演の続編となる「BABEL no TOH」の制作決定を発表した。
公演のタイトルに冠された「アトランティス」は、9000年前に海中に没したと言われている伝説上の帝国であり、本公演は「神殿が海底に沈む前の一番栄えていた時の祝典」というコンセプトが掲げられ、100トンもの水を使った演出も取り入れられた。メインステージには、神殿が建てられ、会場中央には十字の花道と円形のセンターステージが用意された。また、会場では、楽曲にちなんだフードメニュー「CHEERS ソーダ」「サママ・かき氷」が販売された。
9月7日「ANTENNA」の公演映像が公式YouTubeチャンネルに公開され、9月14日には「Magic」の公演映像が公式YouTubeチャンネルに公開された。10月29日には、本公演の模様が、WOWOWにてノーカットで放送された。
12月27日には「ケセラセラ」の公演映像が公式YouTubeチャンネルに公開され、2024年1月12日には「umbrella」の公演映像が公式YouTubeチャンネルに公開された。

## 日程
| 公演日 | 公演日  | 公演日 | 都市         | 会場           |
| 年     | 月日    | 曜日   | 都市         | 会場           |
| ------ | ------- | ------ | ------------ | -------------- |
| 2023年 | 8月12日 | 土曜   | 埼玉県所沢市 | ベルーナドーム |
| 2023年 | 8月13日 | 日曜   | 埼玉県所沢市 | ベルーナドーム |

## リリース
2023年11月6日、本公演を完全収録した映像作品が、2024年1月12日にリリースされることが発表された。また同日、同年7月から8月にかけて開催されたアリーナツアー「Mrs. GREEN APPLE ARENA TOUR 2023 "NOAH no HAKOBUNE"」の模様を収録した映像作品、そしてその2作品を同梱したボックスセットの発売も発表され、本作のティーザー映像が公式YouTubeチャンネルに公開された。
本作は、通常盤と「完全生産限定 SPECIAL COMPLETE BOX」の全2形態でリリースされる。「完全生産限定 SPECIAL COMPLETE BOX」は、LPサイズの大型ボックス仕様で、各公演のステージセットを再現したアクリルジオラマキットやレプリカスタッフパス、40ページにわたるライブフォトブックが同梱される。また、両形態共通で、公演映像に加え、ドキュメンタリー映像「Documentary -- Episode 5 "Atlantis"」が収録される。
| 商品形態                          | 規格           | 規格品番     | 備考 |
| --------------------------------- | -------------- | ------------ | --- |
| 通常盤                            | Blu-ray        | UPXH-20133   | - |
| 通常盤                            | 2DVD           | UPBH-20317/8 | - |
| 完全生産限定 SPECIAL COMPLETE BOX | 2Blu-ray+GOODS | UPXH-29063   | GOODS - アクリルジオラマキット（NOAH ver. / Atlantis ver.） - レプリカスタッフパス（NOAH ver. / Atlantis ver.） - A3クリアポスター＋ステッカーシート2種セット（FC会員限定、UNIVERSAL MUSIC STORE） |
| 完全生産限定 SPECIAL COMPLETE BOX | 4DVD+GOODS     | UPBH-29099   | GOODS - アクリルジオラマキット（NOAH ver. / Atlantis ver.） - レプリカスタッフパス（NOAH ver. / Atlantis ver.） - A3クリアポスター＋ステッカーシート2種セット（FC会員限定、UNIVERSAL MUSIC STORE） |

また、本作は、チェーン別の購入特典も用意される。
| 対象店舗                 | 特典内容                                |
| ------------------------ | --------------------------------------- |
| タワーレコード           | クリアファイル（Atlantis ver.）         |
| HMV                      | ミニエコバッグ（Atlantis ver.）         |
| TSUTAYA                  | B2ポスター（Atlantis ver.）             |
| Amazon                   | スマホリング（Atlantis ver.）           |
| 楽天ブックス             | スマホショルダー（Atlantis ver.）       |
| セブンネットショッピング | 巾着（Atlantis ver.）                   |
| UNIVERSAL MUSIC STORE    | ステッカーシート（Atlantis ver.）       |
| 一般店特典               | スマホサイズステッカー（Atlantis ver.） |

## 収録内容
一部楽曲はメンバー3人がセンターステージ及び十字架の花道で演奏した。
本編
Opening
1. ANTENNA
2. Speaking
3. サママ・フェスティバル!
4. アンラブレス
5. アボイドノート
6. Love me, Love you
7. umbrella
8. Soranji
9. 青と夏
10. ロマンチシズム
11. フロリジナル
12. BFF
13. 僕のこと (Atlantis ver.)
14. 私は最強
15. Loneliness
16. 絶世生物
17. ダンスホール
18. Magic
19. 我逢人（アンコール）
20. 庶幾の唄（アンコール）
21. ケセラセラ（アンコール）

特典映像
1. Documentary -- Episode 5 "Atlantis"

## メンバー
Mrs. GREEN APPLE
- 大森元貴 - ボーカル・ギター
- 若井滉斗 - ギター・コーラス
- 藤澤涼架 - キーボード・フルート・コーラス

サポートメンバー
- 森夏彦 - ベース・キーボード
- 神田リョウ - ドラム